# Regiment Grenadierów Lubelskich
Regiment Grenadierów Lubelskich – polski oddział piechoty wchodzący w skład wojsk powstańczych okresu insurekcji kościuszkowskiej.

## Formowanie i walki
Został sformowany w maju 1794 z kantonistów 5-dymowych Lubelszczyzny. Posiadał wtedy około 1000 żołnierzy. W połowie czerwca składała się z dwóch batalionów i liczył 1200 kosynierów i pikinierów. W kolejnych miesiącach ich liczba wynosiła nieco ponad 700.
2 listopada regiment stał w obozie pod Pragą, a jego liczebność wynosiła  973 głów. Posiadał już wtedy w swoim składzie żołnierzy batalionu gen. mjr. Piotra Potockiego. 
Pierwszym dowódcą regimentu był płk Aleksander Sokoł, a  jego zastępcą ppłk Michał Pągowski. Pierwszym majorem był Michał Mathey, a drugim – Jan Lachowski. Na pierwszego kapitana 30 czerwca wyznaczony był Maciej Straszewski. Patent na drugiego kapitana otrzymał 24 lipca Wincenty Bojarski. Trzecim kapitanem został Teodor Borkowski, a czwartym Rafał Obiezierski. Ponadto w regimencie służyli między innymi: sztabskpt. Ignacy Lipiński i chorąży Antoni Wolski.

## Dowódcy regimentu
- płk Aleksander Sokoł
- ppłk Michał Pągowski